# 파푸아뉴기니의 국장

파푸아뉴기니의 국장

파푸아뉴기니의 국장은 1971년에 제정되었다. 국장 가운데에는 극락조가 그려져 있으며 극락조 아래에는 파푸아뉴기니의 전통적인 창과 북이 놓여 있는 형태를 하고 있다.

## 같이 보기
- 파푸아뉴기니
- 파푸아뉴기니의 국기